# Antonio Sarabia
Antonio Sarabia (Ciudad de México, 10 de junio de 1944 - Lisboa, 3 de junio de 2017) fue un escritor mexicano.

## Biografía
Estudió Ciencias y Técnicas de la Información en la Universidad Iberoamericana, después de lo cual se dedicó a la radio y a la publicidad. Su primer cuento, «Paredes», apareció en una antología de jóvenes escritores mexicanos publicada por la Editorial Novaro en 1967. A raíz de la publicación de una colección de sus poemas bajo el título de Tres pies al gato en 1978, decidió dedicarse a la literatura. En 1981 se fue a Europa y radicó desde entonces entre París, Lisboa y Guadalajara. En 1988 fue finalista del Premio Internacional Diana-Novedades con su primera novela, «El alba de la muerte». Lo representa la Agencia Literaria Carmen Balcells.
Claude Couffon, también traductor de Gabriel García Márquez, escribió refiriéndose a su traducción al francés de Los convidados del volcán:

Antonio explora la vida mínima y agitada de un pueblo mexicano y vuela con una enorme capacidad de fantasía, al tiempo que evita al lector los excesos barrocos en que cayó una cierta literatura latinoamericana epígona del realismo mágico. En Sarabia, la magia es fantasía, nunca artilugio o truco. Es un libro que me deparaba no horas de arduo trabajo sino de placer, lo que no me sucedía desde Crónica de una Muerte Anunciada de Gabriel García Márquez.

Antonio Sarabia está enterrado en el lisboeta Cemitério dos Prazeres.

## Obras

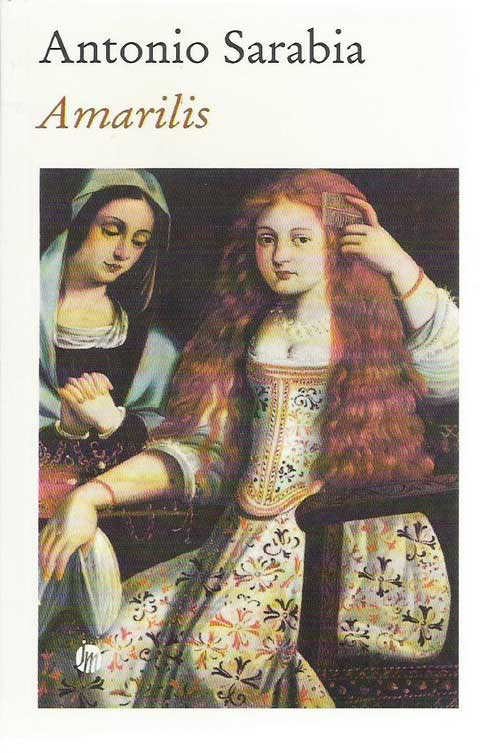
Portada del libro Amarilis, de Antonio Sarabia.

### Novela
- Amarilis (Norma, 1991)
- Los avatares del Piojo (Norma, 1993)
- Banda de Moebius (Norma, 1994). La versión revisada apareció como El retorno del paladín (Ediciones B, 2005). Con el título «El alba de la muerte», fue finalista en 1988 del Concurso Literario Internacional de Novedades y Diana.
- Los convidados del volcán (Norma, 1996)
- El cielo a dentelladas (Ediciones B, 2000)
- Troya al atardecer (Belacqva, 2007). Premio Espartaco 2008 a la mejor novela histórica publicada en lengua española.
- Primeras noticias de Noela Duarte (Belacqva, 2008), con José Manuel Fajardo y José Ovejero
- Los dos espejos (Planeta, 2013)
- No tienes perdón de Dios (Los Libros del Lince, 2017). Obra póstuma.

### Cuento
- Acuérdate de mis ojos (Ediciones B, 2002)

### Poesía
- Tres pies al gato (Departamento de Bellas Artes de Jalisco, México 1978)

### Viajes
- El refugio del fuego (Ediciones B, 2003), con fotos de Daniel Mordzinski.

### En antologías
- Cuentos apátridas, con Bernardo Atxaga, José Manuel Fajardo, Santiago Gamboa y Luis Sepúlveda, (Ediciones B, 1999). Colabora con «Antigua morada», incluido después Acuérdate de mis ojos.
- Cuentos de mar, con Mario Delgado Aparaín, Ramón Díaz Eterovic, José Manuel Fajardo, Mempo Giardinelli, Rosa Montero, Alfredo Pita, Hernán Rivera Letelier y Luis Sepúlveda, (Ediciones B, 2001). Colabora con «El último abordaje del Don Juan», incluido después en Acuérdate de mis ojos.
- Tu nombre flotando en el adiós, con Nuria Barrios, Mario Delgado Aparaín, José Manuel Fajardo, Mempo Giardinelli, Alicia Gómez Bartlett, José Ovejero, Luis Sepúlveda y Horacio Vázquez-Rial, (Ediciones B, 2003). Colabora con «El musguito en la piedra»
- Poesie senza patria, con Mario Delgado Aparaín, José Manuel Fajardo, Mempo Giardinelli, Hernán Rivera Letelier y Luis Sepúlveda(Ugo Guanda Editore, 2003).
- Letras en guardia, con Bertolt Brecht, Ricardo Jaimes Freyre, F.G. Haghenbeck, Andreu Martín, Guy de Maupassant, Horacio Quiroga, Edmundo Valadés, José Luis Zárate, (Secretaría de Cultura de la Ciudad de México, 2007).
- Las mil y una noches, con Luis Sepúlveda, Alfonso Mateo-Sagasta, José Manuel Fajardo, Mario Delgado Aparaín, Elsa Osorio y Mempo Giardinelli (451 Editores, 2008).
- Letras en rebeldía, on Armando Vega Gil, Jorge Boccanera, Miguel Ángel Tenorio, Juan de la Cabada, Guillermo Briseño, Efrén Hernández, Francisco de Quevedo, José Revueltas, Tomás Segovia (Secretaría de Cultura de la Ciudad de México, 2008).
- Des nouvelles du Mexique, con Jorge Ibargüengoitia, José de la Colina, José Agustín, Guillermo Samperio, Élmer Mendoza, Paco Ignacio Taibo II, Daniel Sada, Fabio Morabito, Juan Villoro, Enrique Serna, Rosa Beltrán, David Toscana, Guillermo Fadanelli, Ignacio Padilla, Jorge Volpi (Éditions Métailié, 2008).

## Traducciones
Su obra está traducida al italiano, francés, portugués, alemán y griego. El cielo a dentelladas, publicada en portugués con el título A Taberna da india, fue seleccionada como una de las tres mejores novelas publicadas en Portugal durante 2003.